# Grand Prix Hassan II 2005
Il Grand Prix Hassan II 2005 è stato un torneo di tennis giocato sulla terra rossa. È stata la 21ª edizione del Grand Prix Hassan II, che fa parte della categoria International Series nell'ambito dell'ATP Tour 2005. Si è giocato al Complexe Al Amal di Casablanca in Marocco, dal 4 aprile all'11 aprile 2005.

## Campioni

### Singolare
Mariano Puerta ha battuto in finale  Juan Mónaco con il punteggio di 6–4, 6–1

### Doppio
František Čermák /  Leoš Friedl hanno battuto in finale  Martín García /  Luis Horna con il punteggio di 6–4, 6–3